# Dramaturg
En dramaturg er en specialist i dramaturgi: dramaets teori. En dramaturg arbejder inden for teater, film eller beslægtede kunstarter.
I praksis skelnes mellem en repertoiredramaturg, der primært arbejder med at rådgive teaterchefen i udviklingen af teatrets repertoire, og en produktionsdramaturg, der primært arbejder med at rådgive instruktøren og/eller dramatikeren i udviklingen af et manuskript / en forestilling.
I Danmark findes der en uddannelse i dramaturgi på Aarhus Universitet og en beslægtet uddannelse i teatervidenskab på Københavns Universitet.
Verdens første dramaturgiske værk er Aristoteles' Poetik fra ca. 350 f.Kr.